# Traute Gruner

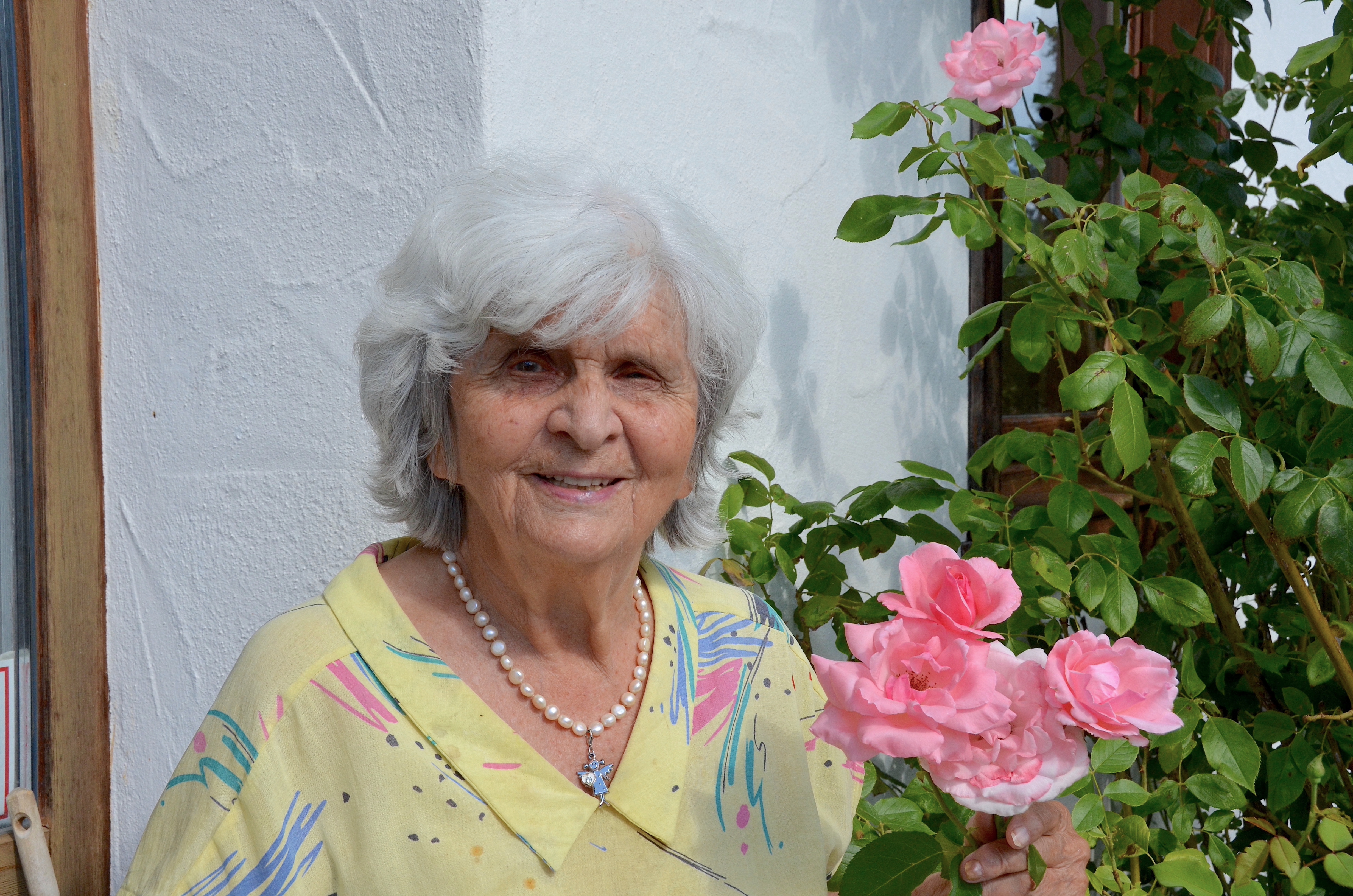
Traute Gruner (2022)

Traute Gruner (* 9. Dezember 1924 als Traute Schäfer in Stollberg/Erzgeb.; † 20. Juli 2025 in Rottenburg am Neckar) war eine deutsche Künstlerin. Sie wirkte als Malerin, Illustratorin sowie Gestalterin von Farbglasfenstern, Wandbildern und Wandteppichen.

## Leben und Werk
Traute Gruner wuchs im Erzgebirge auf. Bereits früh wurde ihr zeichnerisches Talent gefördert. Nach dem Tod ihres Vaters 1929 nahm sie ab 1932 Unterricht bei Kunsterzieher Walter Schurig. Später erhielt sie Unterricht von einem Schüler Karl Schmidt-Rottluffs.
Im Oktober 1941 wurde sie in ein Meisteratelier der Berliner Kunstakademie aufgenommen, wo sie unter Heinrich Hartmann arbeitete. Sie studierte alle Maltechniken, Porträt- und Landschaftszeichnen sowie Wandgestaltung. 1942 nahm sie an einem internationalen Kunststudententreffen in Florenz teil. Aufgrund der Luftangriffe der Alliierten auf Berlin wurde sie Anfang 1944 nach Riedlingen in Oberschwaben evakuiert. Hier lernte sie das Neckartal kennen – eine Region, in der sie später mit ihrem Ehemann Gottfried Gruner dauerhaft lebte.
Nach dem Krieg begann Gruner ab 1946 ein Studium an der Kunstakademie Dresden, wo sie bis 1949 Meisterschülerin von Josef Hegenbarth war. Eine lebenslange Freundschaft verband sie mit dem berühmten Illustrator. Weitere Studien führten sie nach Münster und 1952/53 nach Stuttgart, wo sie bei Willi Baumeister und Karl Rössing an der Kunstakademie studierte.
1951 heiratete sie den Bildhauer Gottfried Gruner und zog mit ihm zunächst nach Stuttgart-Vaihingen, später nach Leinfelden-Echterdingen und 1988 schließlich nach Rexingen bei Horb. In den späten 1950er und frühen 1960er Jahren nahm sie gemeinsam mit ihrem Mann an Seminaren unter der Leitung von Hans Schlegel teil, in denen neue Techniken wie Sgraffito, Mosaik, Batik und Polimentvergoldung vermittelt wurden. Das Sommersemester endete jeweils mit einem Künstlerfest bei Paul Kälberer in Sulz-Glatt.
Gruner wirkte auch als Dozentin an der Volkshochschule in Leinfelden. Parallel zu ihrer freischaffenden Tätigkeit publizierte sie auf Anregung Josef Hegenbarths zahlreiche Illustrationen in Kinderzeitschriften und -büchern im Thienemann-Verlag. Von 1967 bis 1991 gestaltete sie farbige Arbeiten für sechs Auflagen des Schullesebuchs Geschichten aus der Bibel im Quell-Verlag. Ab den 1970er Jahren entwarf sie auch Engelfiguren, inspiriert von einem erzgebirgischen Lichterengel, den sie von einem Zeichenlehrer geschenkt bekommen hatte.
Gruners Werk umfasst Gemälde in Öl, Aquarell, Tempera und Wachs, Glasfenster, Wandbilder sowie Textilkunst. Sie beherrschte alle angewandten Techniken selbst, einschließlich Weben und Knüpfen, und arbeitete nie mit Fremdateliers. Ihre Kunst ist geprägt von einem Spannungsverhältnis zwischen Bildbewegung und Bildstatik und oszilliert zwischen szenischer Darstellung und weitgehender Abstraktion. Die Werkgestaltung folgt dabei stets einem magisch-musikalischen Prinzip, das versucht, dem Unsichtbaren eine sichtbare Form zu geben.
Ein wiederkehrendes Thema in ihrem Schaffen war die Welt des Zirkus mit ihrer Mischung aus Bewegung, Überraschung, Vielfalt und Magie. Ihre Darstellungstechniken waren ebenso vielfältig: Aquarell, Wachsfarbe, Kreide, Tusche und Feder, kombiniert mit unterschiedlichen grafischen Effekten. Viele ihrer Arbeiten befinden sich in öffentlichem und privatem Besitz im In- und Ausland. Ihre rund 200 Bilder aus Ausstellungs- und Galerieverkauf (nicht registriert) befinden sich vorwiegend in privatem Besitz in Deutschland, aber teilweise auch in anderen Ländern wie zum Beispiel Frankreich, Schweiz, Österreich, Spanien, Schweden und sogar Brasilien. In rund 40 deutschen Städten sind ihre Wandgestaltungen, Glasfenster und Wandteppiche in öffentlichen Gebäuden, Kirchen und Kapellen zu finden.
Traute Gruner starb im Juli 2025 im Alter von 100 Jahren in Rottenburg.

## Werke (Auswahl)
Kirchenfenster
- Kreuzwegfenster, kath. Kirche St. Johann Baptist, Denkendorf
- Fenster, Heilig-Geist-Kirche, Reutlingen
- Altarfenster, kath. Kirche St. Konrad, Lorch
- Altarfenster, kath. Kirche, Oberginsbach bei Bad Mergentheim
- Fenster, evang. Kirche Heilig-Geist, Heilbronn
- Marienfenster, Kirche „Mariä Unbefleckte Empfängnis“, Aalen-Ebnat
- Fenster „Auferstehung“, Aussegnungshalle, Neckarsulm
- Glasfenster in Kirchen, Aussegnungshallen und öffentlichen Gebäuden in Mühlacker, Musberg, Plochingen, Freudenstadt, Fulda, Holzgerlingen, Hechingen, Gundelsheim, Ludwigsburg, Stuttgart u. a.

Wandbilder
- Gymnasium, Künzelsau
- Stadthalle, Musberg
- Hauptpost, Reutlingen
- Eurocenter, Wertachtal
- Studienzentrum, Birkach
- Max-Planck-Institut, Stuttgart
- Postamt und Theodor-Heuss-Gymnasium, Heilbronn

Gemälde
- Spielfeld, Öl auf Holz

Textilkunst
- Schmetterlingsflügel, Wandteppich aus Wolle und Seide (1984)
- Teppiche im Landgericht und im Regierungspräsidium Stuttgart

Buchkunst (Auswahl)
- Farbillustrationen für „Geschichten aus der Bibel“, Quell-Verlag (1967–1991)
- „Spiegel, das Kätzchen“ – Farbdrucke und Monotypien (Selbstverlag)
- „Zauberhafter Zirkus“ – Bilderbuch (Selbstverlag)
- „Der neugierige König“ – Märchenbuch (Selbstverlag)

## Ausstellungen
- Aufbruch an der Akademie. Josef Hegenbarth und seine Meisterschülerin Traute Gruner. Josef-Hegenbarth-Archiv, Dresden, 1. September 2024 bis 6. April 2025
- Einzel- und Gruppenausstellungen seit den 1970er-Jahren in Stuttgart, Fulda, Stollberg, Horb u. a.
- Klingspor-Museum Offenbach a. M., zusammen mit Josef Hegenbarth

## Rezeption
„Das Werk Traute Gruners ist gekennzeichnet durch ein Spannungsverhältnis zwischen Bildbewegung und Bildstatik, von der Szenischen Darstellung bis hin zur weitgehenden Abstraktion.“ (Hans Adolf Halbey, Klingspor-Museum, 1973)
„Sie war jahrelang Meisterschülerin von Prof. Hegenbarth… besitzt ein untrügliches Gespür für farbige Zwischentöne… Nichts ist erzwungen, kein falsches Pathos.“ (Südwest Presse)